# Irving Caesar
Irving Caesar (New York, 4 luglio 1895 – New York, 18 dicembre 1996) è stato un compositore e paroliere statunitense.

## Biografia
Ha origini ebree-rumene ed è fratello dello sceneggiatore Arthur Caesar.
Nel corso della sua carriera ha collaborato con diversi cantautori e compositori come Rudolf Friml, George Gershwin, Sigmund Romberg, Ted Koehler e Ray Henderson. 
È stato attivo soprattutto a teatro, con diverse produzioni per Broadway, tra il 1919 ed il 1943 circa. 
I suoi crediti cinematografici comprendono Il paradiso delle stelle (1934), Rondine senza nido (1938) e Lasciatemi ballare! (1928).
Alcuni suoi famosi lavori sono I Want to Be Happy, canzone scritta con Vincent Youmans per il musical No, No, Nanette (1925) e Animal Crackers in My Soup, brano cantato da Shirley Temple nel film Riccioli d'oro (1935). È inoltre autore del testo di Swanee (1919), canzone interpretata da Al Jolson, Sometimes I'm Happy (1927), Crazy Rhythm (1928) e Tea for Two (1925).
Ha adattato e tradotto in inglese la canzone Just a Gigolo, portata al successo da diversi artisti.
Nel corso degli anni '30 ha scritto una serie di canzoni per bambini assieme a Gerald Marks.
È inserito nella Songwriters Hall of Fame.

## Filmografia

### Sceneggiatore
- Il paradiso delle stelle (George White's Scandals), regia di Thornton Freeland, Harry Lachman, George White - dialoghi aggiunti, non accreditato (1934)
- Straight Place and Show, regia di David Butler (1938)
- Tè per due (Tea for Two), regia di David Butler (1950)
- Gigolò, regia di David Hemmings (1978)